# Microregione di Sertão de Cratéus
Sertão de Cratéus è una microregione dello Stato del Ceará in Brasile, appartenente alla mesoregione di Sertões Cearenses.

## Comuni
Comprende 9 municipi:
- Ararendá
- Crateús
- Independência
- Ipaporanga
- Monsenhor Tabosa
- Nova Russas
- Novo Oriente
- Quiterianópolis
- Tamboril